# Robin Lee
Robin Huntington Lee (* 2. Dezember 1919 in Saint Paul, Minnesota; † 8. Oktober 1997 in Minneapolis, Minnesota) war ein US-amerikanischer Eiskunstläufer, der im Einzellauf startete.

## Leben
Robin Lee lernte das Eiskunstlaufen von seinem Vater, Ayner Lee, der selbst ein versierter Eiskunstläufer war und später als Eiskunstlauftrainer arbeitete. In dieser Funktion hatte er das Talent seines Sohnes entdeckt, als dieser sieben Jahre alt war. Mit zehn Jahren konnte er bereits alle elementaren Figuren. Mit zwölf Jahren wurde Robin Lee jüngster US-amerikanischer Juniorenmeister der Geschichte.
Im gleichen Alter nahm er bereits an seiner ersten Seniorenweltmeisterschaft teil, nicht zuletzt da diese auf dem nordamerikanischen Kontinent in Montreal stattfand. Er wurde Neunter und Letzter.
1933 nahm er erstmals an den nationalen Seniorenmeisterschaften teil und beendete diese auf dem Bronzerang hinter Roger Turner und James Lester Madden. 1934 wurde er Vizemeister hinter Turner und 1935 schließlich gelang es ihm, den siebenfachen US-Meister und zweifachen Vizeweltmeister Turner zu schlagen und zum ersten Mal US-Meister zu werden. Diesen Titel verteidigte er bis 1939 und brachte es damit auf fünf Meisterschaften in Folge. Sein härtester nationaler Konkurrent war dabei Erle Reiter, der von 1936 bis 1938 Vizemeister hinter Lee wurde. Am knappsten wurde es bei der Meisterschaft 1937, bei der sich Lee in der Kür bei einem doppelten Salchow das Knie verdrehte.
International in Erscheinung trat Lee nur noch im olympischen Jahr 1936. Die US-Amerikaner waren in den dreißiger Jahren nur selten bei Weltmeisterschaften, die in Europa stattfanden, am Start. Bei den Olympischen Spielen in Garmisch-Partenkirchen belegte Lee als bester Nicht-Europäer den zwölften Platz. Bei der Weltmeisterschaft in Paris wurde er Achter.
Lee sollte an den Olympischen Spielen 1940, die wegen des Kriegsausbruchs nicht stattfanden, teilnehmen. Stattdessen diente er während des Krieges drei Jahre bei der United States Navy. Nach Ende des Krieges wechselte Lee zu den Profis und tourte mit der Eisrevue Ice Cycles. Außerdem arbeitete er bis 1991 als Trainer beim Eiskunstlaufverein in Minneapolis. Lee machte sich in seinem Heimatstaat Minnesota auch einen Namen als Schwimmer und Golfer.
Robin Lee starb 1997 im Alter von 77 Jahren an Knochenkrebs.

## Ergebnisse
| Wettbewerb / Jahr                | 1932 | 1933 | 1934 | 1935 | 1936 | 1937 | 1938 | 1939 |
| -------------------------------- | ---- | ---- | ---- | ---- | ---- | ---- | ---- | ---- |
| Olympische Winterspiele          |      |      |      |      | 12.  |      |      |      |
| Weltmeisterschaften              | 9.   |      |      |      | 8.   |      |      |      |
| US-amerikanische Meisterschaften |      | 3.   | 2.   | 1.   | 1.   | 1.   | 1.   | 1.   |